# Oluf Høst Museet
Het Oluf Høst Museet is een museum in Gudhjem op het eiland Bornholm. Het museum is gevestigd in het huis dat Høst zelf bouwde en dat de naam Norresân draagt. Deze naam verwijst naar de nabijgelegen haven Nørresand Havn, aan de westzijde van Gudhjem.
Het museum is opgedragen aan Oluf Høst (1884–1966), een van Bornholms beroemdste kunstschilders. Het toont een collectie van zijn beste werken, alsook zijn woonhuis en atelier.
Høst woonde vanaf 1929 tot aan zijn dood in 1966 in de woning en werkte in het bijbehorende atelier. Het museum huisvest ook een bioscoop waar het leven van Høst wordt getoond, een documentatiebibliotheek met zijn verzameling van meer dan 1800 dagboeken en wisselende tentoonstellingen over de schilder.
De kleinzoon van Oluf Hust, Peter Høst, is voorzitter van Oluf Høst Museets Venner (De vrienden van het Oluf Høstmuseum). De dagelijkse exploitatie is in handen van het bestuur en vrijwilligers.
Bornholms Kunstmuseum · Bornholms middelaldercenter · Bornholms Museum · Bornholms Træbådelaug · DBJ Museum · Erichsens Gård · Forsvarsmuseum · Kastellet · L. Hjorts Terracottafabrik · Landbrugsmuseet Melstedgård · NaturBornholm · Oluf Høst Museum
- Library of Congress Control Number: n99256012
- Virtual International Authority File: 129191468